# Carte de résident (France)
Pour les articles homonymes, voir Titre de résident.
En France, la carte de résident est un titre de séjour qui permet à un étranger de résider sur le territoire français pour une durée de 10 ans ou plus.
Il existe plusieurs catégories d'étrangers pouvant bénéficier d'une telle carte qui, outre le droit de rester en France, ouvre certains droits.

## Les bénéficiaires
Si la carte de résident peut être délivrée de plein droit à certains étrangers, elle est dans d'autres cas accordée à condition que l'étranger séjourne légalement en France. Les ressortissants de l'Union européenne sont quant à eux soumis à un régime particulier.

### Bénéficiaires de plein droit
Un certain nombre d'étrangers peuvent bénéficier automatiquement d'une carte de résident, sous certaines conditions.
C'est notamment le cas pour :
- l'enfant étranger d'un ressortissant français à condition d'être âgé d'au plus 21 ans ou d'être à la charge de ses parents, et de détenir un visa de long séjour ;
- les ascendants d'un ressortissant français et de son conjoint qui sont à sa charge, à condition de détenir un visa de long séjour ;
- l'étranger titulaire d'une rente d'accident de travail ou de maladie professionnelle versée par un organisme français et dont le taux d'incapacité permanente est d'au moins 20 % ainsi que les héritiers d'un étranger, bénéficiaires d'une rente de décès pour accident de travail ou maladie professionnelle ;
- l'étranger ayant servi dans une unité combattante de l'armée française ou dans la Légion étrangère ;
- l'étranger ayant le statut de réfugié ainsi que son conjoint et ses enfants de moins de 19 ans ;
- l'apatride ayant trois ans de résidence régulière en France ainsi que son conjoint et ses enfants de moins de 19 ans ;
- l'étranger qui remplit les conditions d'acquisition de la nationalité française à raison de sa naissance en France ;
- pour toute personne contribuant de manière significative à l'économie française dit de contribution économique exceptionnelle[2].

### Délivrance liée à une durée de séjour régulier
Dans certains cas, pour bénéficier d'une carte de résident, l'étranger doit justifier d'une durée de séjour régulier de trois ans en France.
Sous cette condition, la carte peut être accordée :
- au conjoint et aux enfants de moins de 19 ans de l'étranger titulaire d'une carte de résident, qui ont été autorisés à séjourner en France au titre du regroupement familial
- à l'étranger, père ou mère d'un enfant français résidant en France
- à l'étranger marié depuis au moins 3 ans avec un ressortissant français

On peut également citer le cas très particulier de l'étranger qui a déposé plainte pour des agissements relevant de la traite des êtres humains ou du proxénétisme, ou qui a témoigné dans une procédure pénale concernant une personne poursuivie pour ces mêmes infractions.

### Cas de la carte résident de longue durée - CE
Il s'agit d'une carte de résident qui peut être délivrée à un étranger non-ressortissant d'un pays membre de l'Union européenne ayant résidé de façon ininterrompue au moins 5 ans en France. L'étranger doit avoir résidé légalement en France pendant cette période sous couvert d'un des titres de séjour suivants :
- une carte de séjour temporaire mentions « visiteur », « scientifique », « salarié », « vie privée et familiale »
- une carte de résident
- une carte de séjour compétences et talents

Le code de l'entrée et du séjour des étrangers et du droit d'asile prévoit d'autres conditions et notamment que l'étranger dispose d'une assurance maladie, d'un logement décent et de ressources stables, suffisantes et régulières pour subvenir à ses besoins.

### La carte de résident pour «contribution économique exceptionnelle»
Le gouvernement Fillon (UMP) a promulgué le décret no 2009-1114 du 11 septembre 2009 relatif à la carte de résident délivrée pour une contribution économique exceptionnelle. Le décret dispose :
« Peut être regardé comme apportant une contribution économique exceptionnelle à la France l'étranger qui, personnellement ou par l'intermédiaire d'une société qu'il dirige ou dont il détient au moins 30 % du capital, remplit l'une des deux conditions suivantes :
- 1° Créer ou sauvegarder, ou s'engager à créer ou sauvegarder, au moins 50 emplois sur le territoire français ;
- 2° Effectuer ou s'engager à effectuer sur le territoire français un investissement en immobilisations corporelles ou incorporelles d'au moins 10 millions d'euros. »

Selon le ministère de l'Immigration, de l'Intégration et de l'Identité nationale, cette carte ne concernerait qu'entre 50 et 200 personnes par an,,.

## Effets de la carte de résident
Les cartes de résident et de « résident de longue durée - CE » sont valables 10 ans, renouvelables de plein droit, sous certaines réserves.
Elles permettent d'exercer une activité professionnelle salariée, ou toutes activités industrielles, artisanales ou commerciales légales.
La carte « résident de longue durée - CE » ouvre des droits supplémentaires et notamment la possibilité de séjourner plus de 3 mois dans un autre pays membre de l'Union européenne sans besoin d'un visa.

## Statistiques
Le nombre d'étrangers, hors personnes de nationalité algérienne, accédant pour la première fois à une carte de dix ans est passé de 39 697 en 2003 à 24 133 en 2006, soit une baisse de 40 %. Il a ensuite augmenté pour atteindre 97 888 en 2017 soit une augmentation de plus de 300%. Les exigences accrus en matière de maitrise de la langue française ont ensuite provoqué une baisse à 70 562 premières cartes de résidents délivrés en 2019.
| 2003   | 2006   | 2017   | 2019 (provisoire) |
| ------ | ------ | ------ | ----------------- |
| 39 697 | 24 133 | 97 888 | 70 562            |

|                                  | 2015      | 2016      | 2017      | 2018      | 2019      | 2020      |
| -------------------------------- | --------- | --------- | --------- | --------- | --------- | --------- |
| Total                            | 2.633.041 | 2.672.813 | 2.807.593 | 2.945.573 | 3.090.419 | 3.168.998 |
| Algérie                          | 562.550   | 567.846   | 582.967   | 595.068   | 594.217   | 604.117   |
| Maroc                            | 476.492   | 476.044   | 489.494   | 504.944   | 524.969   | 536.456   |
| Tunisie                          | 201.454   | 203.713   | 212.718   | 222.983   | 235.866   | 243.810   |
| Turquie                          | 196.378   | 197.067   | 200.163   | 202.977   | 205.065   | 206.076   |
| Chine                            | 96.769    | 97.658    | 104.524   | 109.784   | 115.798   | 111.434   |
| Mali                             | 69.591    | 70.654    | 74.521    | 78.634    | 81.197    | 84.780    |
| Sénégal                          | 61.847    | 63.140    | 68.726    | 73.959    | 80.165    | 84.543    |
| Côte d'Ivoire                    | 45.904    | 47.261    | 51.581    | 56.446    | 62.804    | 69.014    |
| République démocratique du Congo | 53.314    | 55.236    | 59.196    | 63.024    | 65.322    | 67.845    |
| Cameroun                         | 45.022    | 45.225    | 47.687    | 50.922    | 53.946    | 56.907    |
| Haïti                            | 51.659    | 52.017    | 52.897    | 56.156    | 55.531    | 55.870    |
| Comores                          | 45.403    | 46.746    | 47.098    | 45.055    | 55.772    | 51.593    |
| Russie                           | 35.716    | 37.958    | 40.689    | 43.300    | 46.255    | 47.164    |
| Sri Lanka                        | 35.625    | 37.242    | 39.325    | 41.122    | 42.580    | 43.361    |
| Guinée                           | 23.161    | 24.878    | 27.273    | 30.526    | 34.842    | 40.104    |
| République du Congo              | 30.734    | 31.164    | 32.743    | 34.477    | 35.909    | 38.027    |
| Brésil                           | 29.537    | 29.163    | 30.948    | 33.902    | 35.290    | 34.915    |
| Inde                             | 20.357    | 21.156    | 23.703    | 27.306    | 31.948    | 30.879    |
| Madagascar                       | 23.832    | 24.255    | 25.939    | 26.955    | 29.046    | 29.791    |
| États-Unis                       | 26.769    | 26.400    | 27.350    | 28.617    | 31.271    | 28.882    |
| Serbie                           | 29.797    | 27.687    | 27.066    | 27.119    | 27.149    | 27.291    |
| Afghanistan                      | 4.273     | 5.314     | 10.292    | 15.233    | 20.241    | 25.660    |
| Syrie                            | 8.268     | 10.925    | 15.346    | 18.563    | 21.590    | 23.511    |
| Viêt Nam                         | 19.821    | 19.596    | 20.694    | 21.789    | 23.432    | 22.964    |
| Pakistan                         | 15.937    | 16.589    | 17.697    | 19.176    | 20.495    | 21.549    |
| Kosovo                           | 12.447    | 14.011    | 16.180    | 17.860    | 19.482    | 21.022    |
| Bangladesh                       | 9.201     | 11.152    | 13.164    | 15.511    | 17.786    | 19.797    |
| Japon                            | 19.384    | 19.219    | 19.773    | 20.275    | 20.953    | 19.679    |
| Arménie                          | 12.654    | 13.579    | 14.863    | 16.079    | 17.244    | 18.512    |
| Soudan                           | 2.846     | 4.524     | 8.775     | 12.355    | 15.720    | 18.509    |
| Égypte                           | 12.438    | 13.046    | 14.277    | 15.555    | 16.700    | 17.691    |
| Philippines                      | 12.161    | 12.992    | 14.721    | 16.116    | 17.078    | 17.570    |
| Liban                            | 11.548    | 11.450    | 12.080    | 12.687    | 14.378    | 17.085    |
| Maurice                          | 14.125    | 14.159    | 14.933    | 15.450    | 15.852    | 15.845    |
| Gabon                            | 9.437     | 9.701     | 11.091    | 12.417    | 14.247    | 15.554    |
| Mauritanie                       | 14.100    | 14.082    | 14.286    | 14.843    | 15.241    | 15.523    |
| Colombie                         | 11.712    | 11.561    | 12.490    | 13.744    | 15.364    | 15.365    |
| Cap-Vert                         | 13.275    | 13.651    | 14.307    | 14.894    | 14.966    | 15.071    |
| Ukraine                          | 10.103    | 10.822    | 11.912    | 13.013    | 14.182    | 14.891    |
| Thaïlande                        | 10.683    | 11.007    | 11.802    | 12.546    | 13.094    | 13.193    |
| Bénin                            | 8.585     | 8.796     | 9.542     | 10.489    | 11.754    | 13.134    |
| Albanie                          | 5.198     | 6.269     | 7.805     | 9.502     | 11.457    | 12.971    |
| Togo                             | 9.246     | 9.493     | 10.268    | 11.033    | 12.208    | 12.811    |
| Cambodge                         | 12.612    | 12.218    | 12.296    | 12.421    | 12.591    | 12.414    |
| Angola                           | 10.044    | 10.178    | 10.655    | 11.166    | 11.703    | 12.159    |
| Iran                             | 9.280     | 9.073     | 9.705     | 10.530    | 11.463    | 11.726    |
| Nigeria                          | 6.647     | 7.270     | 8.098     | 9.009     | 10.075    | 11.108    |
| République centrafricaine        | 7.404     | 7.954     | 8.900     | 9.637     | 10.059    | 10.554    |
| Suriname                         | 10.213    | 10.016    | 10.167    | 11.078    | 10.124    | 10.423    |
| Géorgie                          | 6.079     | 6.835     | 7.341     | 8.198     | 8.923     | 9.784     |
| Mexique                          | 7.160     | 7.303     | 8.056     | 8.619     | 9.939     | 9.724     |
| Canada                           | 9.151     | 8.952     | 9.174     | 9.589     | 10.283    | 9.660     |
| Irak                             | 4.430     | 5.622     | 7.206     | 8.154     | 9.040     | 9.558     |
| Corée du Sud                     | 8.704     | 8.570     | 9.067     | 9.727     | 10.234    | 9.199     |
| Bosnie-Herzégovine               | 6.624     | 6.805     | 7.069     | 7.306     | 7.522     | 7.691     |
| Burkina Faso                     | 4.603     | 4.782     | 5.223     | 5.737     | 6.484     | 7.003     |
| Pérou                            | 5.909     | 5.868     | 6.132     | 6.552     | 6.936     | 6.865     |
| République dominicaine           | 5.564     | 5.776     | 5.900     | 6.582     | 6.501     | 6.527     |
| Érythrée                         | 1.725     | 2.191     | 3.149     | 4.220     | 5.258     | 6.181     |
| Laos                             | 6.285     | 6.139     | 6.084     | 6.108     | 6.094     | 6.006     |
| Tchad                            | 2.566     | 2.735     | 3.050     | 3.536     | 4.670     | 5.448     |
| Inconnus                         | 4.098     | 4.315     | 4.766     | 4.871     | 5.422     | 5.387     |
| Chili                            | 4.682     | 4.585     | 4.780     | 4.987     | 5.354     | 5.290     |
| Ghana                            | 3.996     | 4.005     | 4.168     | 4.519     | 4.742     | 4.838     |
| Venezuela                        | 3.140     | 3.159     | 3.554     | 3.942     | 4.498     | 4.685     |
| Argentine                        | 3.642     | 3.695     | 3.934     | 4.130     | 4.557     | 4.508     |
| Somalie                          | 1.801     | 1.962     | 2.471     | 3.046     | 3.661     | 4.460     |
| Moldavie                         | 3.369     | 3.339     | 3.431     | 3.612     | 3.803     | 4.005     |
| Indonésie                        | 3.103     | 3.157     | 3.303     | 3.522     | 3.882     | 3.926     |
| Australie                        | 3.337     | 3.323     | 3.450     | 3.699     | 4.064     | 3.830     |
| Azerbaïdjan                      | 3.243     | 3.297     | 3.454     | 3.560     | 3.671     | 3.785     |
| Guinée-Bissau                    | 3.093     | 3.129     | 3.217     | 3.408     | 3.522     | 3.575     |
| Macédoine du Nord                | 3.039     | 3.070     | 3.319     | 3.515     | 3.683     | 3.468     |
| Dominique                        | 3.356     | 3.329     | 3.332     | 3.454     | 3.462     | 3.344     |
| Cuba                             | 2.840     | 2.875     | 3.042     | 3.138     | 3.321     | 3.326     |
| Rwanda                           | 2.530     | 2.556     | 2.752     | 2.868     | 3.069     | 3.230     |
| Biélorussie                      | 2.585     | 2.613     | 2.736     | 2.878     | 2.987     | 2.983     |
| Éthiopie                         | 1.481     | 1.516     | 1.872     | 2.215     | 2.511     | 2.818     |
| Guyana                           | 2.996     | 2.932     | 2.829     | 3.124     | 2.832     | 2.815     |
| Taïwan                           | 2.255     | 2.247     | 2.437     | 2.674     | 3.154     | 2.809     |
| Sainte-Lucie                     | 2.614     | 2.682     | 2.709     | 2.876     | 2.820     | 2.785     |
| Équateur                         | 2.283     | 2.263     | 2.410     | 2.547     | 2.732     | 2.732     |
| Niger                            | 1.761     | 1.820     | 2.005     | 2.178     | 2.506     | 2.676     |
| Gambie                           | 1.823     | 1.906     | 2.074     | 2.252     | 2.411     | 2.584     |
| Mongolie                         |           |           | 1.575     | 1.819     | 1.967     | 2.095     |
| Burundi                          |           |           | 1.223     | 1.395     | 1.685     | 2.089     |
| Djibouti                         |           |           | 1.802     | 1.870     | 1.960     | 2.064     |
| Kazakhstan                       |           |           | 1.695     | 1.902     | 1.966     | 2.042     |

## Annexe
- Décret no 2009-1114 du 11 septembre 2009 relatif à la carte de résident délivrée pour une contribution économique exceptionnelle.